# Pölling, Kappel am Krappfeld
Pölling je naselje v Občini Kappel am Krappfeld v Okraju Šentvid ob Glini na Koroškem v Avstriji.